# João Morais
João Pedro Morais (Cascais, 1935. március 6. – Vila do Conde, 2010. április 27.)  portugál válogatott labdarúgó. 

## Pályafutása

### A válogatottban
1966 és 1967 között 9 alkalommal szerepelt a portugál válogatottban. Részt vett az 1966-os világbajnokságon.

## Sikerei, díjai
Sporting
- Portugál bajnok (2): 1961–62, 1965–66
- Portugál kupa (1): 1962–63
- KEK-győztes (1): 1963–64

Portugália
- Világbajnoki bronzérmes (1): 1966